# (2808) Belgrano
(2808) Belgrano (1976 HS; 1934 GX; 1936 PN; 1962 PO; 1968 UC; 1978 SK2; 1979 YM2; 1981 EE8) ist ein ungefähr zwölf Kilometer großer Asteroid des äußeren Hauptgürtels, der am 23. April 1976 am Felix-Aguilar-Observatorium im Nationalpark El Leoncito in der Provinz San Juan in Argentinien (IAU-Code 808) entdeckt wurde. Er gehört zur Eos-Familie, einer Gruppe von Asteroiden, die nach (221) Eos benannt ist.

## Benennung
(2808) Belgrano wurde nach Manuel Belgrano (1770–1820) benannt, der die Flagge Argentiniens kreiert hatte. Nach seinem Jurastudium in Spanien kehrte er in seine Heimat Argentinien zurück und war Sekretär des Handelskonsulats des Vizekönigreichs des Río de la Plata. Als überzeugter Anhänger von Freiheit und Bildung begrüßte er die Gründung der Schulen für Landwirtschaft, Handel und Schifffahrt in Río de La Plata und setzte sich für die Verbesserung der sozialen und wirtschaftlichen Bedingungen seines Volkes ein. Als Pionier der Mai-Revolution und Mitglied der ersten Regierungsversammlung von Río de La Plata (1810) nahm er am Feldzug nach Paraguay 1811 teil und besiegte die Spanischen Streitkräfte in San Miguel de Tucumán und Salta (Stadt) (1812/13). Er reiste auf diplomatischer Mission nach Europa, um die Unabhängigkeit der südamerikanischen Länder zu erlangen.